# Winnica Nobile Verbum
Winnica Nobile Verbum – polska winnica, położona w miejscowości Zbrodzice w województwie świętokrzyskim. Jest jedną z czterech polskich winnic, które w 2009 r. uzyskały zezwolenie na produkcję i sprzedaż swojego wina. W winnicy produkowane są wina Herbowe Solaris, które powstają dzięki fermentacji niskotemperaturowej.
Winnica założona została w 2002 roku na zasadowych gruntach, powstałych w wyniku wietrzenia skał gipsowych, w miejscu nieowocującego sadu. Powierzchnia winnicy wynosi blisko 2 hektary, na których uprawia się odmiany Solaris, Regent, a także Feniks. Zbiory białych winogron przeprowadza się w połowie września, a czerwonych - na przełomie września i października, przed pierwszymi przymrozkami. Produkcji sprzyja korzystne nasłonecznienie (ok. 150 dni ze 180 dni sezonu wegetacyjnego). Zebrane winogrona podlegają odszypułkowaniu, po którym wyciska się sok. Sok z czerwonych winogron poddaje się 14-dniowemu macerowaniu, a następnie przepompowuje do kadzi, w których odbywa się fermentacja, trwająca 6-8 tygodni. Wytworzone wino wytrawne poddaje się filtrowaniu oraz stabilizacji w temperaturze ok. 12C. Pozostałe po wyciskaniu soku wytłoki są używane jako nawóz.
W 2008 winnica wyprodukowała najwięcej wina gronowego w Polsce z własnych winogron.